# Malvastrum spiciflorum
Malvastrum spiciflorum är en malvaväxtart som först beskrevs av Hassler, och fick sitt nu gällande namn av Antonio Krapovickas. Malvastrum spiciflorum ingår i släktet Malvastrum och familjen malvaväxter. Inga underarter finns listade i Catalogue of Life.